# 邵先凯
邵先凯（1927年—），辽宁金州人，绰号“坦克”，中国足球运动员、足球教练，司职前卫，毕业于北京辅仁大学，1953年因伤退役。

## 经历
1927出生于奉天金县，先后就读于金州南金书院和旅顺高等学堂。1945年进入北京育英中学，中学期间参加学校足球队受到当时华北地区足球名将孙鹏的点拨。1949年进入北京辅仁大学，受到李凤楼的指导，常代表校队与北京足球联队参加北京市级赛事。
1951年，代表北京队参加华北区足球比赛大会，并获得第一名。同年代表华北足球队参加全国足球比赛大会，获得第四名。1952年入选中华全国体育总会训练班足球队。1953年因伤退役，后任中国足球队助理教练。1956年任中国白队主教练，后随白队下放至天津，成为天津足球队，继续担任主教练，并于二运会夺得足球金牌。1959年任河北足球队主教练，1960年任周恩来总理提议组建的南开学生队主教练，1974年接手陈成达执教河北足球队，1981年因在中国足球甲级联赛排名垫底降级，引咎辞职。1982年起任教于天津体育学院，曾任河北省足协副主席兼教练委员会主任。